# Mette Frisk
Mette Frisk (født 30. november 1977) er en dansk journalist, tv-vært, tv-tilrettelægger og forfatter. 
Frisk er uddannet på Center for Journalistik, Syddansk Universitet.
Siden 2003 har hun været hos DR, hvor hun har været på TV Avisen, Kontant, Magasinet Søndag og P1 Morgen.
I 2008 tilrettelagde hun sammen med Søren Klovborg to DR dokumentarudsendelser, Rugemor til salg og De forsvundne babyer, som skaffede hende Sten Baadsgaard Prisen.
Samme år tilrettelagde hun tv-dokumentaren Når lægen ved bedst. I programmet blev Rigshospitalet og specielt kræftlægen Jens Benn Sørensen stærkt kritiseret for at behandle patienter med lungehindekræft med ikke-godkendt kemoterapi. 
Programmet medførte en del debat
og Rigshospitalet lagde injuriesag an mod DR. 
I 2011 tabte DR sagen i Østre Landsret,
og Frisk og DR's dokumentarchef Steen Jensen blev hver idømt 10 dagbøder á 1000 kroner.
DR forsøgte forgæves at anke dommen til Højesteret.
I 2013 blev Frisk tv-vært på DR's program madmagasinet Bitz & Frisk sammen med Christian Bitz. Sammen blev de nomineret til "Akademisk madformidling", der uddeles af mad+medier.
Fra 2017-2018 var hun vært på Aftenshowet.
Frisk udgav i 2016 bogen Syv sunde vaner.

## Priser
- Sten Baadsgaard Prisen 2008[12]
- FUJ-Prisen, TV 2008[13]